# Крутой Лог (Нагорский район)
Крутой Лог — поселок в Нагорском районе Кировской области в составе Синегорского сельского поселения.

## География
Находится на расстоянии примерно 28 километров по прямой на север от районного центра поселка Нагорск.

## История
Упоминается с 1948 года, когда здесь уже было несколько бараков на левом берегу реки Светлица. В 1958 году в поселке было пять домов, два барака, построили столовую, магазин, двухквартирные дома, появилось подсобное хозяйство. В 1989 году учтено 309 жителей.

## Население
Постоянное население  составляло 214 человек (русские 91%) в 2002 году, 134 в 2010.